# Інформаційне середовище
Інформаційне середовище або Інформаційна сфера (англ. Infosphere) — неологізм, який складається з двох слів інформація і сфера. Вживається в інформатиці для опису сукупності інформації, інформаційної інфраструктури, суб'єктів інформаційних відносин, а також системи регулювання виникаючих при цьому суспільних відносин.
Існує низка підходів до визначення поняття «інформаційне середовище»:
- Інформаці́йне середо́вище — це сукупність технічних і програмних засобів зберігання, обробки і передачі інформації, а також політичні, економічні і культурні умови реалізації процесів інформатизації.
- Інформаційне середовище — це світ інформації навколо людини і світ її інформаційної діяльності.

## Загальна характеристика
Сучасна людина занурена в інформаційне середовище, адже живе серед інтернету, телебачення, книг, журналів, та комп'ютерних ігор. Таким чином, інформація відіграє все більшу роль в життєвому циклі людини, пронизує всю її діяльність та формує інформаційний спосіб життя. Сучасне інформаційне середовище дуже суперечливе, але водночас надзвичайно різноманітне за характером представлених ідеологій, точок зору, підходів до тих чи інших явищ. Головна складова інформаційного середовища — інформаційний фонд. Сьогодні інформаційний фонд розрізняється як за змістовними і видовим ознаками, так і за видами носіїв інформації (книги, аудіо та відеокасети, компакт — диски, електронні видання та ін.).
Інформаційне середовище має кілька ієрархічних рівнів:
- Глобальний;
- Міжнародний;
- Загальнодержавний;
- Регіональний;
- Локальний.

Тобто, інформаційне середовище можна характеризувати за масштабом, причому для кожного суб'єкта будуть присутні всі три рівні в тій чи іншій мірі. Територіальна вираженість цих масштабів полягає в концентрації інформаційного середовища, де кожен буде відображати масштаб інтересів суб'єкта, представляючи собою поле інформаційного споживання суб'єкта. Причому, з розвитком суб'єкта зсув інтересів відбувається, як правило, на глобальному рівні, тобто коли він має достатньо знань для сприйняття більш глобальної, більш абстрактної інформації.
Практичне вивчення інформаційного середовища можливо на прикладі засобів масової інформації (друкованих та телевізійних), що взаємодіють із людьми. Структура інформації, яка надається засобам масової інформації, в ідеальному випадку повинна відображати потреби населення, а в реальному випадку відбувається практично навпаки — засоби масової інформації формують світогляд і інформаційні потреби населення, в чому і проявляється їх роль як найважливішого інструменту державного та регіонального управління.
Засоби масової інформації як об'єкт дослідження зручні й тим, що вони містять різнорівневу інформацію, яку легко сегментувати для кожного видання, вони ж саме і створюють та удосконалюють інформаційне середовище.

### Властивості інформаційного середовища
Існують базові властивості інформаційного середовища, до них можна віднести:
- інформація має властивість наповнювати будь-який наданий їй простір і зберігатися незмінно в такому стані довгий час;
- також головними властивості інформаційного середовища є варіативність, проективна та комунікативна спрямованість.[4]

Розглянуті властивості інформаційного середовища дозволяють зробити висновок про те, що різні її прояви виступають як специфічні моменти історично зумовленого соціального буття.
Сучасний інформаційний простір має і таку властивість як масове тиражування інформації, наявної в ньому, за різними каналами — письмовим, усним, аудіовізуальним і в різних формах і жанрах. Особливо великі можливості таких масових каналів передачі інформації, як радіо, телебачення, Інтернет. Будь-яка подія, явище швидко адаптується масовою свідомістю. Але одні дізналися відомості про нього з наукової книги, інші — з Інтернету, треті — з маленької замітки в газеті, четверті — на основі відеофільму, з п'ятими поділився хтось із знайомих і т. ін. Внаслідок цього відомості обростають новими подробицями, глибока ідея спрощується, стає розхожою.
Швидкість сучасних каналів розповсюдження інформації при наявності такої властивості інформаційного простору як масове тиражування інформації призводить до того, що інформація практично одночасно досягає користувачів в різних потоках інформаційного простору. Така ситуація дозволяє говорити про єдиний інформаційний простір, розрив якого глибоко переживається людьми.
Тут інформація ще більш опукло виступає в її інструментальних властивостях, безпосередньо включаючи в себе соціальні функції, в особливості функції управління соціальними процесами і системами.
Одна з властивостей інформаційного середовища — розсіювання інформації, яке призводить до того, що відомості з одного питання можуть перебувати в різних, іноді тематично не пов'язаних джерелах. Сьогодні ця властивість доповнюється, децентралізацією інформаційних ресурсів. Це пов'язано з використанням нових інформаційних технологій та реалізацією ідеї розподіленого інформаційного фонду.

## Функції інформаційного середовища
Відповідно, основними функціями інформаційного середовища є реалізація оперативного обміну інформацією та її зберігання в такій формі, яка забезпечить подальше використання в процесі відтворення знань, тобто не тільки збереження примірника, а й ідентифікацію змісту.
Тому можна говорити про когнітивну функцію цього середовища, що сприяє перетворенню інформації в індивідуальне знання користувачів (цей складний процес не до кінця вивчений наукою), а останнього через створення користувачами текстів — в інформацію.
Також існують такі функції як, збір і реєстрація інформації, її зберігання, оброблення, актуалізація, що забезпечує підтримання інформації, а також обробка запитів користувачів. В інформаційному середовищі відбувається видалення даних. Це необхідна стадія попередньої обробки даних і підготовки їх до завантаження в систему, особливо у випадках, коли використовується декілька джерел даних. Зазвичай вона включає процедури фільтрації даних, усунення неузгодженості, надмірності і різних помилок, заповнення пропусків, а також інші процедури, спрямовані на поліпшення якості даних. Перевірка достовірності даних — це змістовна процедура, яка дозволяє встановити, чи адекватно характеризують стан предметної області зібрані для введення в інформаційну систему інформаційні ресурси. Ця процедура, на жаль, не може бути повною мірою формалізована. Тому вона в значній мірі покладається на системний персонал і залучених до цієї роботи експертів.

## Види інформаційного середовища
Існують такі види інформаційного середовища:
- зовнішнє інформаційне середовище;
- внутрішнє інформаційне середовище.

Внутрішнє середовище (мікросередовищі) — це всередині приміщення, в якому знаходиться людина (офіс, виставковий комплекс, читальна зала тощо).
Зовнішнє інформаційне середовище (макросередовищі) — за межами офісу та підприємства. Зовнішнє інформаційне середовище накладає відбиток на внутрішнє середовище.
Охарактеризуємо спочатку зовнішнє інформаційне середовище, виділяючи ті властивості і особливості, які важливі для забезпечення високої якості рішень, та функціонування інформації. Перш за все, у зовнішньому інформаційному середовище перебуває безліч інформації та повідомлень, які можна розділити на повідомлення спрямовані і не спрямовані. Спрямована інформація повідомлення формуються і передаються авторами безпосередньо на вказану адресу і не потрапляє до пересічного громадянина. Прикладами таких повідомлень можуть служити телефонні дзвінки, повідомлення, що надходять в особистих бесідах, листи, що надходять на адресу підприємства.
Формування і передача спрямованих повідомлень служать досягненню якихось цілей їх відправників. Очевидно, що загальною характеристикою цих цілей може служити прагнення до отримання тієї чи іншої вигоди відправником повідомлення за рахунок (або з допомогою) адресата. Звідси випливає, що найважливішими характеристиками спрямованих повідомлень виступають їх істинність або хибність, з одного боку, і ступінь довіри адресата до джерела повідомлення, з іншого.
Важливість саме цих характеристик спрямованих повідомлень обумовлена тим, що від них залежать витрати підприємця при використанні одержуваних повідомлень. Якщо припустити, що всі спрямовані повідомлення є істинними, то витрати на їх отримання є мінімальними і зводяться до витрат на підтримання в робочому стані засобів зв'язку. Якщо ж надходять повідомлення кваліфікуються як потенційно помилкові, тобто сприймаються як ймовірна дезінформація, до складу відповідних витрат повинні включатися і витрати на перевірку істинності повідомлення, що, як правило, різко збільшує загальний обсяг витрат. При цьому, очевидно, діє проста закономірність: чим вище рівень довіри до джерела повідомлення, тим нижче витрати на перевірку істинності останнього.
Не спрямована інформація повідомлення характеризуються властивістю, що формуються автором у розрахунку на сприйняття не якогось одного конкретного одержувача, а цілої їх групи, потенційно — усіх, кого може досягти таке повідомлення. Прикладами не спрямованої інформації служать газетні публікації, реклама в засобах масової інформації, видання зводів законів та інструкцій. Якщо цілі формування та передачі спрямованих повідомлень пов'язані з отриманням вигоди їх автора безпосередньо від адресата або за його участю, то для не спрямованих повідомлень такий мотив в явному вигляді відсутній. Як правило, свою економічну вигоду автор повідомлення отримує не прямо від споживача інформації, а від організації, що розповсюджує не спрямовану інформацію — редакції газети, книжкового видавництва.
Внутрішнє інформаційне середовище — це інформаційні ресурси і все що пов'язане з інформаційною діяльністю працівника і користувача в інформаційній службі.
Внутрішнє інформаційне середовище має здатність до розширення своїх меж та і навпаки до звуження. Інформаційне середовище одного підприємства може об'єднувати в собі підрозділи організації які розташовані в різних точках земної поверхні. У просторі будь-якої установи можна виділити дві основні частини середовища: призначену для співробітників і для користувачів. У тих установах, де зберігаються фонди (бібліотеки, архіви, музеї, книгарні, книжкові палати, органи наукової і технічної інформації) виділяється ще приміщення для сховища.
Назвемо об'єкти інформаційного середовища установи, кожен з яких можна розглядати як особливу форму організації інформації, що сприяє її доступу.
Це насамперед окремі документи, в цілому інформаційний фонд, документи, організовані у вигляді експозиції, бази даних бібліографічної інформації. Рекламна та композиційна метаінформація допомагають користувачам орієнтуватися в приміщенні інформаційної служби, її окремих підрозділів (читальної зали, виставкової зали).
Підприємства формують своє внутрішнє інформаційне середовище, в якій функціонують потоки інформації. Як зовнішні джерела інформації підприємства виступає держава, інформаційні центри і зв'язки, постачальники матеріалів, конкуренти, інфраструктура ринка. Вхідний потік підприємства формується на основі інформації, яка надходить з зовнішнього середовища. Вихідний інформаційний потік направляється підприємством на зовнішнє середовище и містить інформацію про свої можливості, товар, матеріали, енергетичних, кадрових та інформаційних потреб. Інформаційна система організації фільтрує інформаційний потік і виділяє інформацію, необхідну для життєдіяльності підприємства, переробляючи її в зручну для себе форму.

## Підходи для розподілу інформації в інформаційному середовищі
При вирішенні багатьох проблем використовуються підходи, які можна вважати як ціннісні, формальні, змістовні, і призначені для користувача способи доступу та розподілу інформації.
Перший підхід забезпечує доступ користувачів перш за все до тієї інформації, яка відображає сформовані в суспільстві цінності, (наприклад, до творів класиків художньої літератури, науки, актуальної інформації).
Другий підхід здійснюється при алфавітної, хронологічної, нумераційної і т. ін. формальної організації масиву.
Третій пов'язаний з організацією масиву по систематичного, предметного, тематичним ознаками.
Четвертий підхід до інформації визначається попитом для самого користувача. В цьому випадку до користувачів наближають найбільш запитуємо частини інформаційного масиву.
Зазвичай в практиці використовується поєднання цих підходів. Наприклад, первинні документи організуються за такими рівнями доступу: найбільш актуальні, які часто запитують документи; документи, менш потрібні; зміною актуальності проблем має відбуватися постійний обмін інформацією між різними рівнями їх доступності.
При традиційній організації інформації для полегшення доступу широко використовується дворівнева система (рівень первинних документів і рівень їх моделей).
В інформаційно-пошукових системах, що використовують нові технології, як спосіб доступу до інформації застосовується ієрархічна система посилань, а також доступ по асоціації (гіпертекст).
З накопичення великої кількості інформації виникає потреба правильного розміщення інформації у інформаційному середовищі та забезпечення пошукової доступності інформації у цьому середовищі. Для цього використовують інформаційну архітектуру. Інформаційна архітектура це перш за все ефективне управління вмістом, чітко визначені процедури та інформаційна політика сайту. Інформаційна архітектура це складний процес, який включає в себе багато інших галузей знання. Перші стадії становлення інформаційної архітектури починається ще задовго до розвитку комп'ютера. Однак, навіть на даний час інформаційна архітектура продовжує розвиватися і не стоїть на місці.